# Duk
Duk (Pygathrix) – rodzaj ssaków naczelnych z podrodziny gerez (Colobinae) w obrębie rodziny koczkodanowatych (Cercopithecidae).

## Zasięg występowania
Rodzaj obejmuje gatunki występujące w orientalnej Azji.

## Morfologia
Długość ciała (bez ogona) samic 49–60 cm, samców 55–66 cm, długość ogona samic 42–80 cm, samców 52–84 cm; masa ciała samic 4,7–11,7 kg, samców 8–12,5 kg.

## Systematyka
Rodzaj zdefiniował w 1812 roku francuski przyrodnik Étienne Geoffroy Saint-Hilaire w artykule poświęconym systematyce ssaków, opublikowanym na łamach Annales du Muséum d’histoire naturelle. Na gatunek typowy wyznaczył (oznaczenie monotypowe) duka wspaniałego (P. nemaeus).

### Etymologia
- Pygathrix: gr. πυγη pugē ‘zad’; θριξ thrix, τριχος trikhos ‘włosy’[8].
- Daunus: w mitologii greckiej Daunos (gr. Δαυνος Daunos) był królem Apulii[9]. Gatunek typowy (oznaczenie monotypowe): Simia nemaeus Linnaeus, 1771.

### Podział systematyczny
Do rodzaju należą następujące gatunki:
| Grafika | Gatunek            | Autor i rok opisu     | Nazwa zwyczajowa | Podgatunki         | Rozmieszczenie geograficzne | Podstawowe wymiary                        | Status IUCN |
| ------- | ------------------ | --------------------- | ---------------- | ------------------ | --- | ----------------------------------------- | ----------- |
|         | Pygathrix nemaeus  | (Linnaeus, 1771)      | duk wspaniały    | gatunek monotypowy | wschodnio-centralny i południowo-wschodni Laos, północny i centralny Wietnam (bardzo rozdrobniony) oraz niewielki obszar w północno-wschodniej Kambodży (Voensei, prowincja Rôttanak Kiri)                                                  | DC: 49–63 cm DO: 42–66 cm MC: 6–11,6 kg   | CR          |
|         | Pygathrix cinerea  | Nadler, 1997          | duk szaronogi    | gatunek monotypowy | środkowy Wietnam (prowincje Quảng Nam, Kon Tum, Quảng Ngãi, Gia Lai i Bình Định) oraz niewielki obszar w północno-wschodniej Kambodży | DC: 51–66 cm DO: 54–65 cm MC: 4,7–12,5 kg | CR          |
|         | Pygathrix nigripes | (Milne-Edwards, 1871) | duk czarnonogi   | gatunek monotypowy | wschodnia Kambodża (na wschód od rzeki Mekong, na południe od rzeki Srepok) i południowo-zachodni Wietnam (od około 14° szerokości geograficznej północnej do południowego Parku Narodowego Cát Tiên); niepotwierdzony w południowym Laosie | DC: 54–63 cm DO: 65–84 cm MC: 6–11 kg     | CR          |

Kategorie IUCN:  CR  – gatunek krytycznie zagrożony.